# Jean Gouweloos

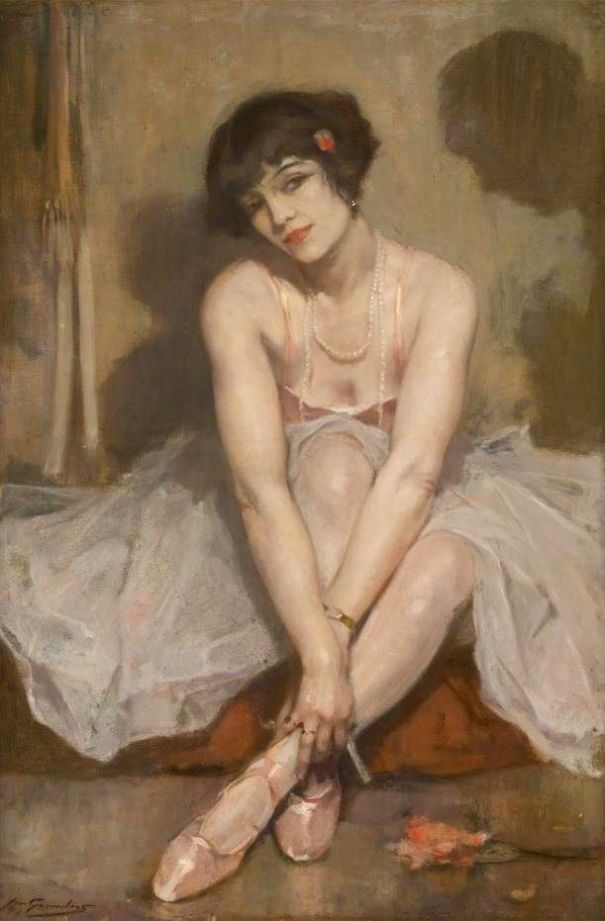
Danseuse avec collier de perles.

Jean Léon Henri Gouweloos (né à Bruxelles le 7 décembre 1868 et mort dans la même ville le 8 mai 1943) est  un peintre belge, affichiste et lithographe.

## Biographie
Jean Gouweloos est né à Bruxelles, avant de commencer ses études artistiques, il a vécu à Paris, dessinant des affiches. Il travaille ensuite dans l'imprimerie de son oncle, spécialisée dans les estampes d'art.
Comme son frère Charles (1867-1946), Jean Gouweloos étudie de 1887 à 1890 et de 1893 à 1894 à l'Académie royale des beaux-arts de Bruxelles. Il est l'élève du peintre et décorateur Albert Charle et du peintre Jean Portaels.
À partir de 1887 il expose ses œuvres à Bruxelles, Namur, Ostende et à l'étranger : Paris (1900 et 1903), Düsseldorf (1904), Berlin (1908), Munich (1913). En 1891, il devient membre du cercle d'artistes « Voorwaerts ». Il est un ami de Victor Gilsoul (1867-1939).
En 1895, il rejoint le mouvement « Le Sillon ».
Gouweloos s'est fait connaître vers 1900 lorsqu'il a reçu des éloges pour ses peintures de baigneurs sur la côte nord de la Belgique. En plus des marines et des paysages, il est surtout connu pour ses images d'intérieurs magnifiques avec des femmes séduisantes, en particulier des portraits et des nus, perdues dans leurs pensées ou absorbées dans de petites activités quotidiennes. Presque toutes les femmes sont représentées avec une cigarette.
Il a également réalisé deux fresques au plafond du Casino-Kursaal d'Ostende et douze peintures pour la loge des francs-maçons à Bruxelles (1900).
Pendant la Première Guerre mondiale, de 1914 à 1918, il vécut avec sa famille comme réfugié de guerre aux Pays-Bas, d'abord à Dombourg puis à Schéveningue,. Là, il peint souvent des scènes de plage,. À Scheveningen, il est ami avec le peintre Emmanuel Viérin, qui y séjourne également en tant que réfugié de guerre.
Sa maison avec atelier de style Art nouveau à Saint-Gilles est un monument protégé (maison-atelier de Jean Gouweloos)).

## Œuvre
Plusieurs musées belges importants possèdent des œuvres de lui. Son œuvre Le Bain (1907) a été acheté par les Musées royaux des Beaux-Arts de Belgique et l'œuvre Rêverie se trouve au Musée royal des Beaux-Arts d'Anvers.
- Le Plaisir de fumer, Collection privée[19]